# In the End (singel Linkin Park)
In the End – czwarty i ostatni singiel amerykańskiego zespołu nu metalowego Linkin Park promujący debiutancki album Hybrid Theory. Jest to jeden z największych przebojów tego zespołu. Dotarł do wysokich notowań w wielu krajach.

## Lista utworów
- Wersja pierwsza

1. „In the End”
2. „In the End” (na żywo)
3. „Points of Authority” (na żywo)

- Wersja druga

1. „In the End”
2. „A Place for My Head” (na żywo)
3. „Step Up”

## Twórcy
- Chester Bennington – wokale główne
- Mike Shinoda – rap, pianino, sampler
- Brad Delson – gitara, gitara basowa
- Rob Bourdon – perkusja
- Joe Hahn – turntablizm, miksowanie, sampler